# Nicolás Freire
Nicolás Omar Freire Gomez, né le 18 février 1994 à Santa Lucía, est un footballeur argentin qui joue au poste de défenseur central au sein du CA Independiente, en prêt des Pumas UNAM.

## Biographie

### Carrière en club
Il joue dans les équipes jeunes de la CAI et de l'Argentinos Juniors.
En juillet 2012, il rejoint l'équipe première des Argentinos, faisant ses débuts lors de la saison 2012-2013.
En 2017, il quitte Argentinos pour rejoindre la deuxième division uruguayenne au CA Torque. Il est immédiatement prêté au PEC Zwolle en Eredivisie.
Le 26 juin 2018, Il est prêté au club brésilien de Palmeiras pour un contrat d'un an.

## Palmarès
- Palmeiras :
  - Championnat du Brésil en 2018

- LDU :
  - Coupe d'Équateur en 2019